# Igreja Matriz de Nossa Senhora da Conceição de Antônio Dias
A Igreja Matriz - Santuário de Nossa Senhora da Conceição de Antônio Dias é uma igreja situada na cidade de Ouro Preto, no Brasil, localizada entre duas praças: a Praça Barão de Queluz e a Praça Antonio Dias. É um expressivo exemplar de arte e arquitetura sacra do período Barroco. Nesta igreja está sepultado Antônio Francisco Lisboa, o Aleijadinho.

## História
A Matriz de Nossa Senhora da Conceição de Antônio Dias surgiu inicialmente como uma capela erguida pelo bandeirante Antônio Dias em torno de 1699 e dedicada à Conceição. Em 1705 foi erigida em Matriz e ao que parece reformada para ampliação, já que possuía reduzidas dimensões. Em 1717, foi criada a Irmandade do Santíssimo Sacramento. Desta edificação pouco restou, pois em 1724 as irmandades solicitaram à Câmara auxílio para a construção de um edifício novo, em vista do estado de ruína do antigo.

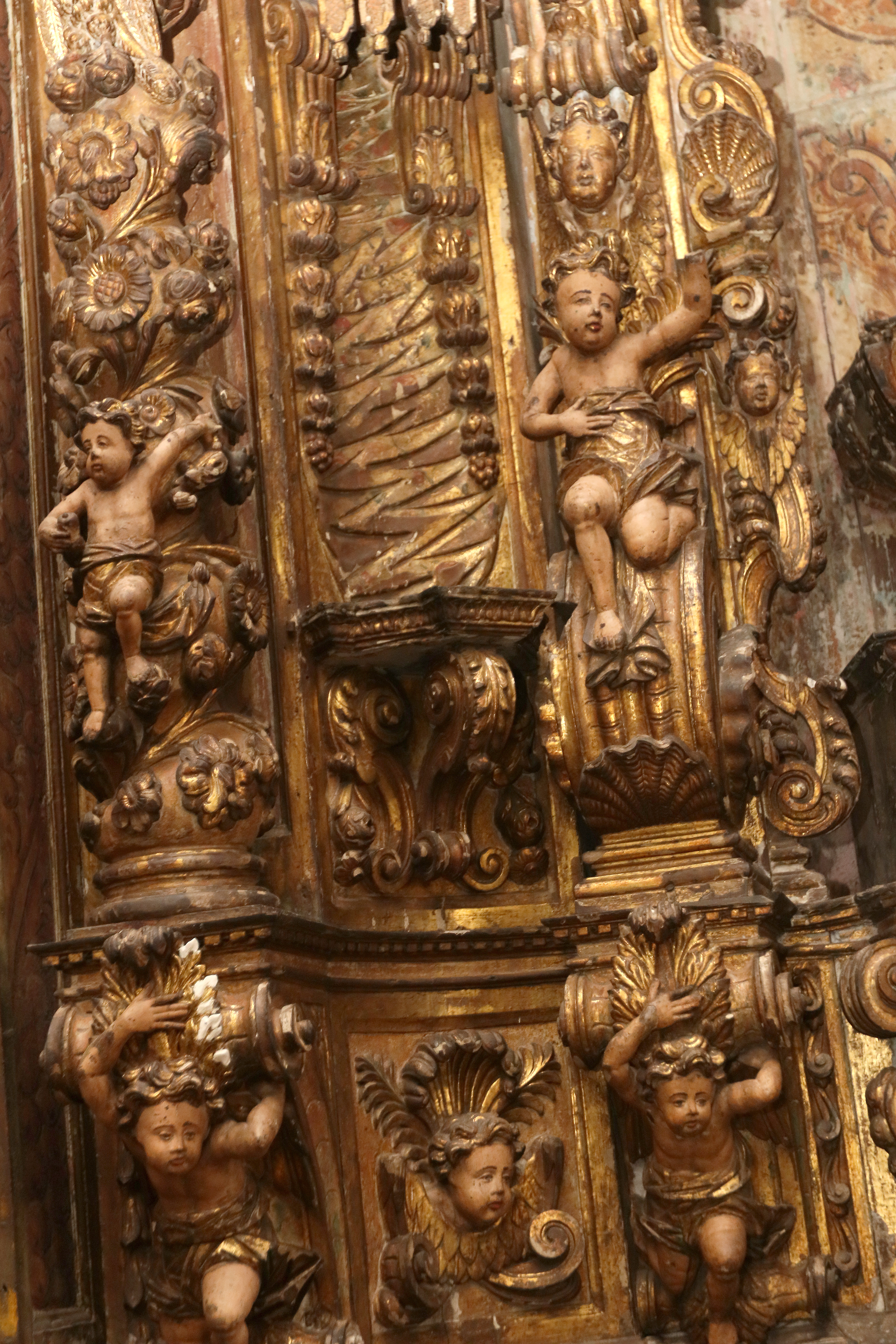
Detalhe da talha

A partir de 1727 iniciou nova edificação sob a responsabilidade do notável mestre de obras Manuel Francisco Lisboa, pai de Aleijadinho. Ambos estão enterrados na igreja. A planta apresenta dois sólidos retângulos, típica da primeira metade do setecentos, com ângulos chanfrados, envolvendo capela-mor, corredores laterais, sacristia disposta na transversal e consistório. Tanto a nave quanto a capela-mor têm deambulatórios laterais com tribunas no piso superior. Sobre a entrada há um coro. Em sua estrutura e fachada ela tem muitas similaridades com a Igreja Matriz de Nossa Senhora do Pilar, levantada na mesma época, mas seus interiores são muito diferentes.
Contudo, as obras seguiram lentamente, e em torno de 1741 apenas uma das torres estava erguida. Pouco se sabe sobre a cronologia dos trabalhos, já que grande parte da documentação foi perdida. Há notícia de que em 1745 as campas, janelas e telhado sofreram intervenções e uma das paredes foi reconstruída, estando em ameaça de cair.
Esses trabalhos se prolongaram até 1756, quando foi iniciada a talha da capela-mor, concluída por volta de 1770. O projeto da talha é atribuído a Antônio de Souza Calheiros, mas foi modificado entre 1756 e 1768 por Jerônimo Félix Teixeira e Felipe Vieira. A pintura e douramento só iniciaram depois de 1770, terminando em 1772. Houve reaproveitamento da talha dos altares da nave da antiga Matriz, em estilo Joanino, conjunto este sensivelmente anterior a 1730. Sua autoria é desconhecida, mas o altar de Nossa Senhora do Rosário sofreu reparos na década de 1740, efetuados por Manoel Gonçalves e depois por José Coelho de Noronha.
No fim do século a Matriz já carecia de consertos em muitos elementos, sendo realizados no frontispício, torre e escadas. Outras obras de manutenção seriam efetuadas no século XIX em várias oportunidades. O adro só foi construído entre 1860 e 1863, com as obras conduzidas por Joaquim Mariano Augusto de Menezes. As grades são de 1881.
Dentro da Matriz surgiram várias irmandades, entretanto, a maior parte da documentação se perdeu. As datas mais recuadas encontradas atestando que elas, inclusive, já existiam legalmente são:  Irmandade do Santíssimo Sacramento (1717), da Conceição (1717), de Nossa Senhora da Boa Morte (1721), de São Miguel e Almas (1725), Nossa Senhora do Terço (1736), São Sebastião (1738), São Gonçalo Garcia (1738), cuja imagem fica no altar da Boa Morte.

## Santuário
Em 2005, após solicitação do pároco cônego Luiz Carlos César Ferreira Carneiro, o então arcebispo de Mariana, Dom Luciano Pedro Mendes de Almeida concedeu à Matriz de Nossa Senhora da Conceição de Ouro Preto o título de Santuário Arquidiocesano.

## A arte sacra

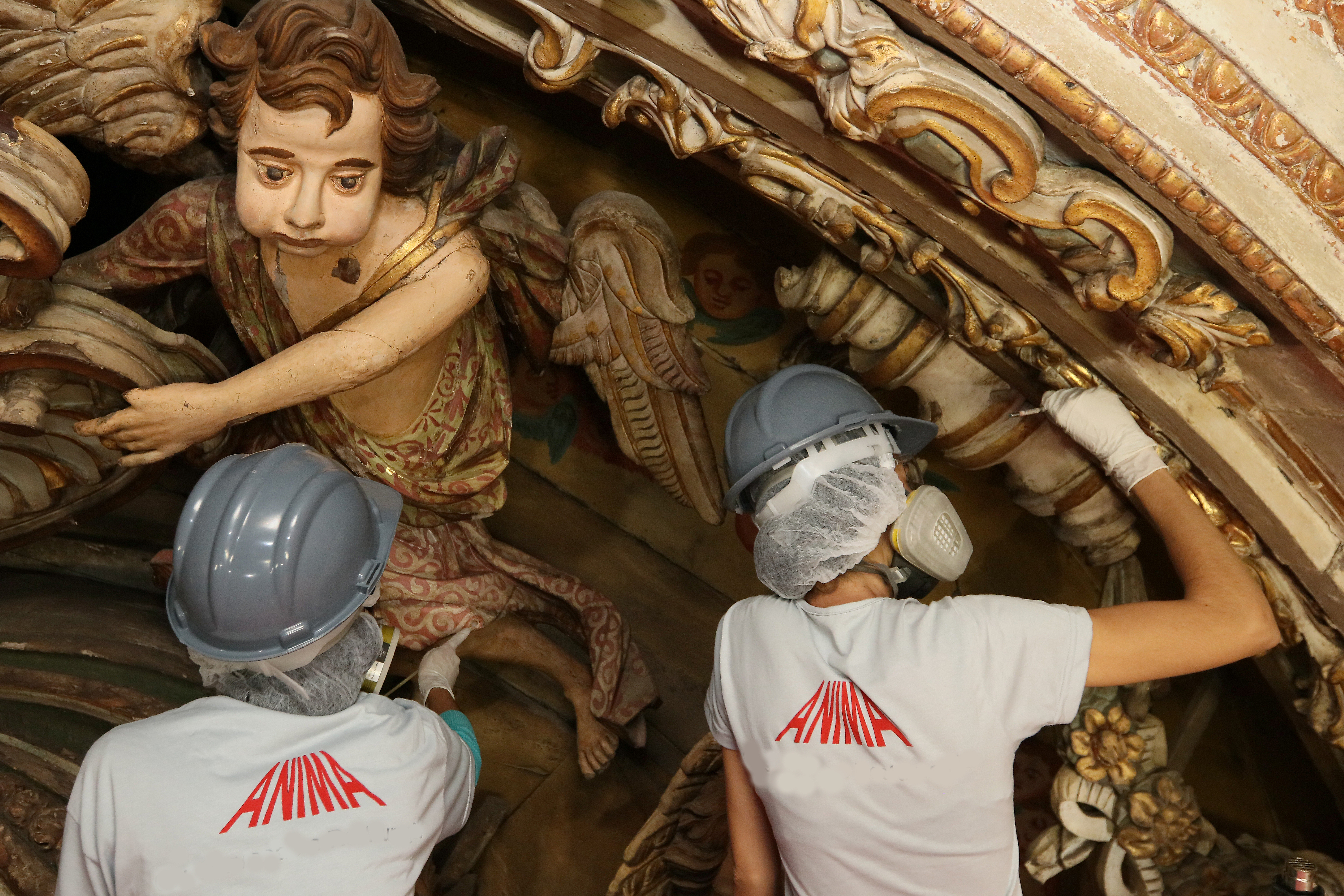
Talha sendo restaurada

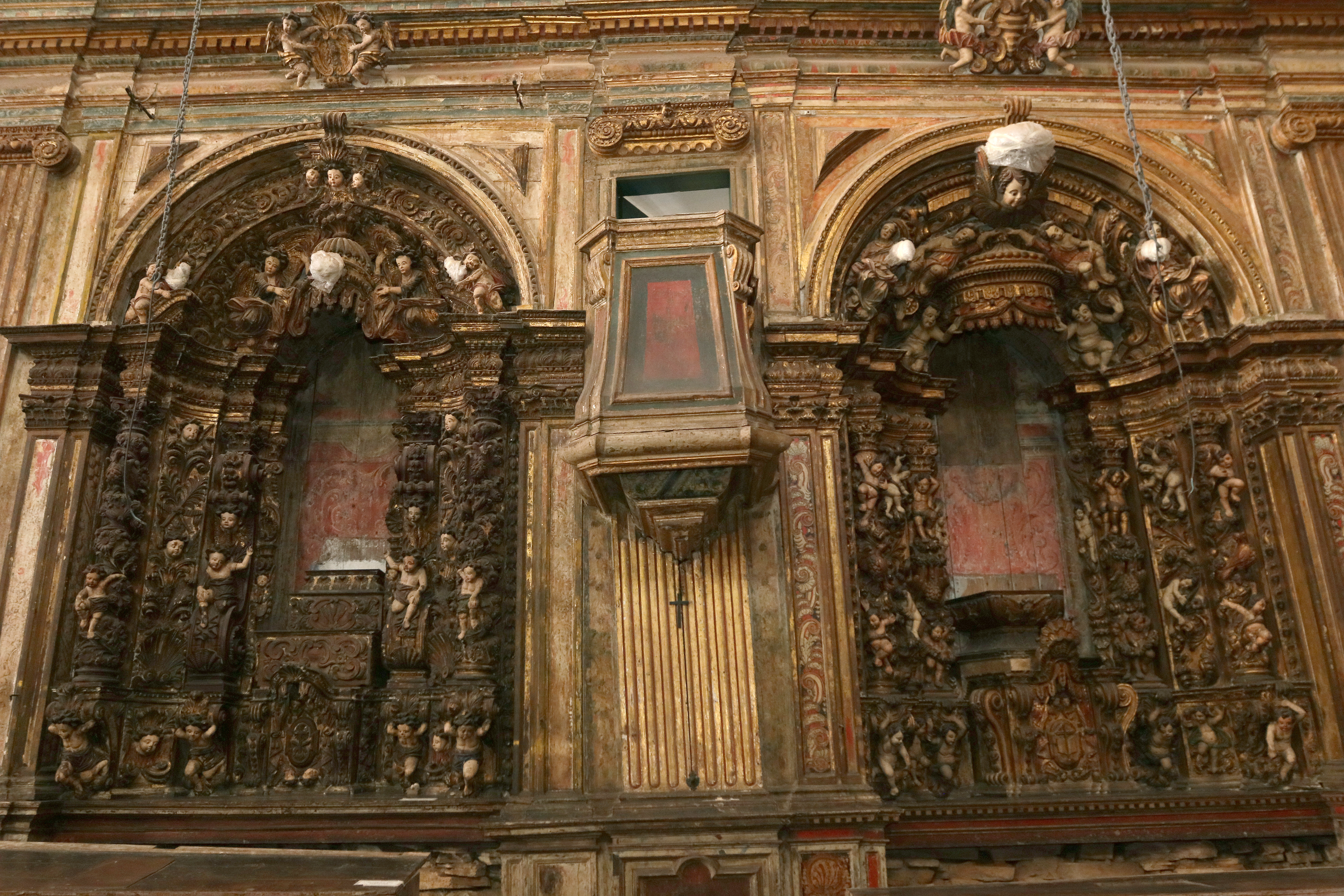
Altares laterais em restauro

A Matriz em si permite um interessante estudo da história da arte brasileira, pois apresenta, no painel do altar-mor e nos retábulos e altares, características das três fases barrocas do Brasil-Colônia. Testemunha do passar dos tempos, a Matriz de Nossa Senhora da Conceição é valioso patrimônio histórico e artístico. A decoração interna da nave é atribuída a Manoel Francisco Lisboa.
O altar-mor tem um rico retábulo composto por um nicho, onde está entronizada a imagem da Conceição sobre um trono escalonado, conjunto ladeado por colunas torcidas que sustentam um grande frontispício, dominado por anjos que sustentam um brasão. Os motivos, a talha superficial mais rarefeita e o uso do branco de fundo já caracterizam uma transição do Barroco Joanino para o Rococó. Os oito altares da nave, reaproveitando material da Matriz primitiva, são mais antigos e tipificam o Barroco Joanino, com seus dosséis, colunas espiraladas e talha de grande densidade e alto relevo, decorada com hastes e folhas de paineira, vergônteas e lírios, recobertas de folhas e flores; pássaros, como a fênix, símbolo da Ressurreição, dragões e outros. Há  numerosos pequenos anjos distribuídos por todas as superfícies. Esses altares são separados por pilastras monumentais coroadas por capitéis jônicos.
Neles há velários representando Jesus no Horto e Maria junto à Cruz, pintados pelo mesmo autor dos quadros das paredes próximas ao altar-mor, Guilherme Shumaker. Nos altares ao lado do arco do cruzeiro, dosséis caracterizam bem o estilo Joanino, apresentando uma curiosidade: os dosséis saem da boca de uma carranca. Os quatro painéis ovais existentes representam os apóstolos São Pedro e São Paulo, os doutores Santo Ambrósio e São Gregório Magno. A autoria é desconhecida.
A igreja conserva um bom acervo de estatuária, com destaque para os santos de roca do altar-mor (Santa Bárbara e São João Nepomuceno), e uma imagem de Nossa Senhora da Conceição.

### Museu Aleijadinho
Em espaços da Igreja foi constituído em 1968 o Museu Aleijadinho, com peças de sua autoria e de outras reunidas na paróquia de Nossa Senhora da Conceição de Antônio Dias. São destaques da coleção os bustos dos quatro grandes Doutores das Ordens Mendicantes: Santo Tomás de Aquino (dominicano), o Venerável John Duns Scot, Santo Antônio de Pádua e São Boaventura (franciscano), mais quatro leões de eça e a imagem de roca de São Francisco de Paula, todos realizados pelo Aleijadinho.